# Лоревілко
Лоревілко — село на північному сході Еспіріту-Санто, провінція Санма, Вануату. Назва походить від мови східного санто і означає «дика кава».
Село знаходиться в дощовій тіні, що робить його відносно сухим місцем з невеликою кількістю малярії та мало води. У 2005 році Британська верховна комісія пожертвувала кілька резервуарів для води, щоб допомогти селянам мати достатньо води для пиття.

## Населення
Земля є родовою землею покійного вождя Хіндже. Його п'ять синів заснували села в районі між Сарою та Хог-Харбором.
Величезне зростання відбулося за останні кілька років завдяки вождю Сайласу Хінге, сину Хінга. Вождь Сайлас заохочував заселяти землю жителями островів Бенкс, особливо з острова Мота. Прибульці з островів Бенкс і корінні жителі Східного Санто живуть у злагоді, працюючи разом на благо громади.

## Релігія
З моменту прийняття християнства більшість мешканців Лоревілка були римо-католиками, в селі є католицький костел. Однак з кінця 1990-х років англіканська церква Меланезії спостерігала феноменальне зростання в селі. Англікани заснували в селі початкову і середню школи.
Лоревілко також є головним місцем збору виборців на національних і провінційних виборах, а також місцем рукоположень, у тому числі церемонії для єдиного американця, висвяченого на священика у Вануату. Також в селі є господарство Меланезійського братства.
Люди з навколишніх районів часто приїжджають до Лоревілко, щоб насолодитися сільською красою його бамбукових будинків, яскравістю танців на замовлення, багатством змішаних культур.